# Občina Cerknica
Občina Cerknica (slovinsky Občina Cerknica) je jednou z 212 občin ve Slovinsku. Nachází se v Přímořsko-vnitrokraňském regionu na území historického Kraňska. Občinu tvoří 65 sídel, její rozloha je 241,0 km² a k 1. lednu 2017 zde žilo 11 494 obyvatel. Správním střediskem občiny je město Cerknica.

## Členění občiny
Občina se dělí na sídla:
- Beč
- Bečaje
- Begunje pri Cerknici
- Bezuljak
- Bločice
- Bloška Polica
- Brezje
- Cajnarje
- Cerknica
- Čohovo
- Dobec
- Dolenja vas
- Dolenje Jezero
- Dolenje Otave
- Gora
- Gorenje Jezero
- Gorenje Otave
- Goričice
- Grahovo
- Hribljane
- Hruškarje
- Ivanje selo
- Jeršiče
- Korošče
- Koščake
- Kožljek
- Kranjče
- Kremenca
- Krušče
- Kržišče
- Laze pri Gorenjem Jezeru
- Lešnjake
- Lipsenj
- Mahneti
- Martinjak
- Milava
- Osredek
- Otok
- Otonica
- Pikovnik
- Pirmane
- Podskrajnik
- Podslivnica
- Ponikve
- Rakek
- Rakov Škocjan
- Ravne
- Reparje
- Rudolfovo
- Selšček
- Slivice
- Slugovo
- Stražišče
- Sveti Vid
- Ščurkovo
- Štrukljeva vas
- Tavžlje
- Topol pri Begunjah
- Unec
- Zahrib
- Zala
- Zelše
- Zibovnik
- Žerovnica
- Župeno